# 陈家铺镇
陈家铺镇，原为陈家铺乡，是中华人民共和国河北省唐山市玉田县下辖的一个乡镇级行政单位。2021年1月撤乡设镇。

## 行政区划
陈家铺镇下辖以下地区：
曹家铺村、陈家铺村、冯宋新村、府北村、富强村、金桥村、联旺村、联兴村、前进村、三铺府村和五汇村。